# Künstlerbuch
Künstlerbücher sind eigenständige Kunstwerke, die allgemein das Buch zum Gegenstand eines künstlerischen Konzepts gemacht haben; in der Kunst der Gegenwart überschritten diese Konzepte auch die Grenzen des Buches als Objekt. Künstlerbücher werden als Originalarbeit von Künstlerhand geschaffen oder erscheinen nach der Idee des Multiples auch in autorisierten Auflagen. Schöpfer von Künstlerbüchern werden als Buchkünstler bezeichnet.

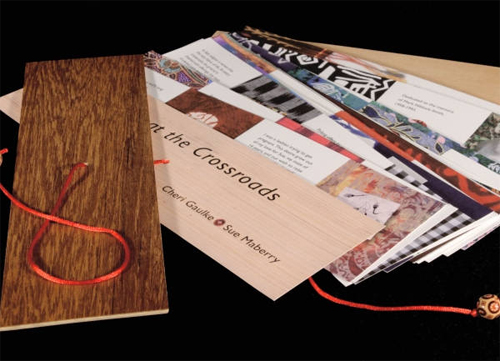
Offerings at the Crossroads
Künstlerbuch von Cheri Gaulke und Sue Maberry (2007)

## Aufkommen der Künstlerbücher
In den 1920er-Jahren begannen die Künstler verschiedener Kunstströmungen, mit dem Medium Buch zu experimentieren. Vorweggenommen wurde das Künstlerbuch beispielsweise durch Manifeste, Pamphlete und Publikationen des Dada („Dada-Zeitschriften“), von Kurt Schwitters, Raoul Hausmann oder durch die Bauhaus-Bücher. Es wurde ein Gefühl dafür entwickelt, dass Bücher ein kommunikatives Medium sind und diese einen Ausbruch aus den festgefügten Stammplätzen der Kunst hin zu einer breiten Öffentlichkeit und zur kommunikativen Vernetzung der Künstler untereinander ermöglichen können.
In den 1960er-Jahren, mit dem Aufkommen von Konzeptkunst und Fluxus, kam erstmals – neben kleinen Schachteln, Auflagenobjekten und Zeichnungen – international die Form der in kleiner nummerierter Auflage gedruckten Künstlerbücher auf. Sie berichteten von Handlungen, Freundschaften und Situationen „die den Vorteil hatten, verschickt werden zu können, um das freundschaftliche kommunikative System aufrechtzuerhalten.“ Der Ansatz von Fluxus, mit der Utopie eine Kunst für jedermann zu sein, zeigte, wie Druckerzeugnisse für eine schnelle Verbreitung von Ideen und Strategien eingesetzt werden können.
Sowohl in kleiner Auflage als auch als Serienprodukt entstehen auch heute noch Konzeptbücher, Objektbücher, Collagen, Leporellos, Schriftrollen, Hefte, Loseblattsammlungen, intermediale Schachteln oder Multiples aus verschiedensten Materialien; die traditionelle Form des Buches, bestehend aus bedruckten Seiten zwischen Buchdeckeln, wird von den Künstlern dabei variiert oder nicht selten auch in Frage gestellt.
Als weltweit meistverkauftes Künstlerbuch gilt das 2003 erschienene Buch Findet mich das Glück von Peter Fischli und David Weiss mit einer Auflage von mehr als 300.000 Exemplaren.

## Theorie
Der mexikanische Künstler und Schriftsteller Ulises Carrión hat 1975 erstmals in einem Essay „die neue kunst des büchermachens“ definiert. In mehreren Kapiteln legt er dar, „was ein buch ist“, wobei er näher auf die Rolle von „prosa und dichtung“, „raum“, „sprache“, „strukturen“ und „das lesen“ eingeht. Ursprünglich wurde der Essay in Spanisch geschrieben (publiziert in Plural No. 41 in Mexiko-Stadt). In leicht verkürzter Form ist er 1975 in Kontexts No 6/7 in Amsterdam auf Englisch erschienen. Eine deutsche Übersetzung (von Hubert Kretschmer) wurde erstmals in der Frankfurter Kunstzeitschrift Wolkenkratzer im Oktober 1982 (Heft 3/82) publiziert.

## Abgrenzung zu Malerbüchern und Buchobjekten
Das Feld der Künstlerbücher kann im Groben unterteilt werden in
1. Buchobjekte, das sind skulpturale Gebilde, „die den Objektcharakter des Buches nutzen oder die Buchform in anderen Materialien nachbilden“;[1]
2. Malerbücher, mit denen Künstler eine Serie von Bildern zwischen zwei Buchdeckel zusammenfassen, oder aber Texte, die von Künstlern in freier Assoziation mit Illustrationen versehen wurden, mit dem Ergebnis, dass sich aus der Verbindung von Text und Bild ein neues Kunstwerk ergibt;[6]
3. illustrierte oder sogenannte „schöne“ Bücher, „durch die in Verbindung mit einem Text graphische Zyklen in oft aufwendiger und eigenwilliger buchbindnerischer Verarbeitung veröffentlicht werden.“[1]
4. von Verlagen, Galerien oder Institutionen herausgegebene und in Buchdruckereien hergestellte Bücher, die sich im Ergebnis nicht wesentlich vom normalen Buch abheben.
5. Copy Art Book, mit dem verbreiteten Aufkommen des Fotokopierers seit den 1970er-Jahren werden dessen spezifische Möglichkeiten gezielt eingesetzt. Konzeption und visuelle Gestaltung erhalten eine neue Ästhetik. Meist in Kleinauflagen von den Künstlern direkt am Kopierer hergestellt.[7]

## Künstlerbücher (Auswahl)

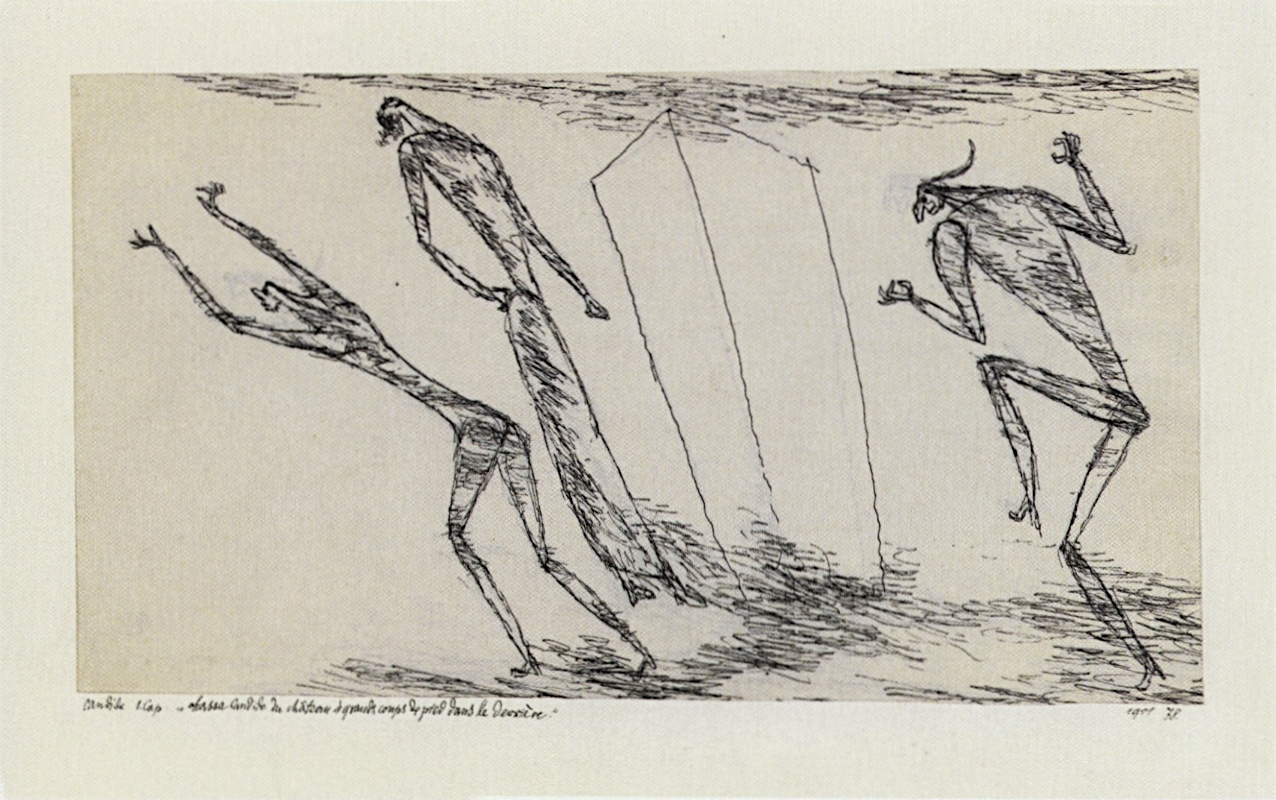
Candide 1. Cap. chassa Candide du château à grands coups de pied dans le derrière, 1911, Feder auf Papier auf Karton, Zentrum Paul Klee, Bern

Moderne

Henri Matisse: Jazz, 1947

- Salvador Dalí: Comte de Lautréamont: Les Chants de Maldoror (Die Gesänge des Maldoror). Albert Skira, Paris, 1934. Weitere Werke hier
- Marcel Duchamp/Mary Reynolds: Alfred Jarry: König Ubu, 1935
- Max Ernst: Une semaine de bonté, Paris 1934
- Paul Klee: Voltaire: Kandide oder die Beste Welt. Eine Erzählung. Kurt Wolff Verlag, München 1920 (26 Zeichnungen)
- Henri Matisse: Jazz. Tériade, Paris 1947
- Joan Miró: Paul Éluard: A toute épreuve, Gerald Kramer, Genf 1958
- Pablo Picasso: Honoré de Balzac: Le Chef d’Œuvre Inconnu (Das unbekannte Meisterwerk), Ambroise Vollard, Paris 1931
- Common Sense (1989–2018)

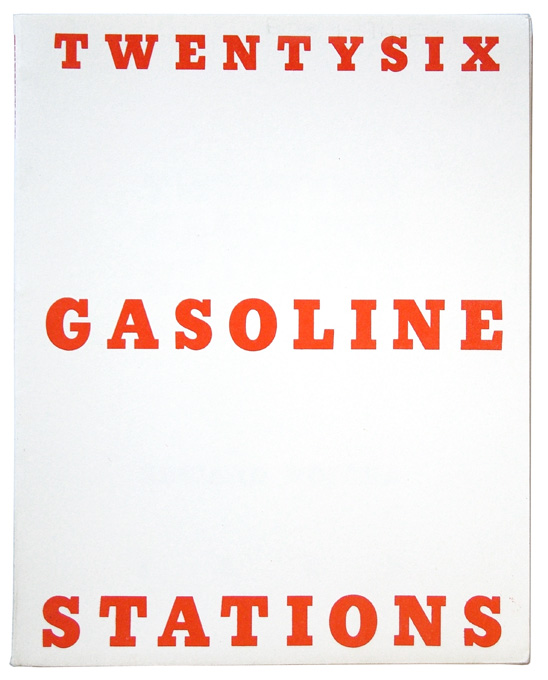
Ed Ruscha: Twentysix Gasoline Stations, 1963

Die 60er Jahre: Fluxus, Konzept, Pop
- Walasse Ting (Hrsg.): One Cent Life (1964)
- Art & Language: Art-Language The journal of Conceptual Art (1969–1985)
- Geology (1967)
- Air Show (1967)
- The French Army (1968)
- Marcel Broodthaers: Un coup de dés jamais n’abolira le hasard (1969)
- Olivet Discourse (1971)
- Joseph Beuys: 1a gebratene Fischgräte. Edition Hundertmark, Berlin 1972
- George Brecht: Water Yam. Fluxus Editions, Wiesbaden, New York 1963
- Stanley Brouwn: Steps. Stedelijk Museum Amsterdam, Amsterdam 1971
- This Way Brown: 25-2-61: 26-2-61. Verlag Gebrüder König, Köln 1971
- Axel Heibel: Wenn alles gezeigt wird, gibt es nichts mehr zu sehen. Buchobjekte. Suermondt Ludwig Museum, Aachen 1998
- Ray Johnson: The Paper Snake. Something Else Press, New York 1965
- Correspondences. Flammarion, Paris 1999
- Alison Knowles: House of Dust. Verlag Gebrüder König, Köln 1968
- Journal of the Identical Lunch. Nova Broadcast Press, San Francisco 1971
- Sol LeWitt: Four Basic Colors: Yellow, Black, Red, Blue and Their Combinations. Lisson Gallery, London 1971
- Brick Wall. Tanglewood Press, 1977
- Maurizio Nannucci:  Nine Colors,  Centro Di, Florence 1970
- Sixty Natural Greens, 1977
- Tom Phillips: A Humument (ab 1971)
- Bern Porter: Found Poems. Something Else Press, Millerton, N.Y., 1972.
- The Wastemaker, 1926-1961. Abyss Publications, Somerville, Mass., 1972
- The Manhattan Telephone Book 1972. Abyss Publications, Bern Porter International, Somerville, Mass., 1975
- FROM: Bern Porter TO: The World! Roger Jackson Publishers, Ann Arbor, MI, 1999
- Dieter Roth: 2 Bilderbücher Forlag Ed., Reykjavík 1957
- Ed Ruscha: Twentysix Gasoline Stations (1963)
- Various Small Fires (1964)
- Some Los Angeles Apartments (1965)
- Every Building on the Sunset Strip (1966)
- Thirtyfour Parking Lots (1967)
- Royal Road Test (1967)
- Records (1971)
- Wolfgang Schmidt: vielfarbengedicht. typos verlag, frankfurt am main 1963
- Michael Snow: Cover to Cover. Nova Scotia College of Art and Design, Halifax, 1975
- Wolf Vostell: De-coll/age. Something Else Press, New York 1966
- Andy Warhol: Andy Warhol's Index (Book). Random House, New York 1967
- Lawrence Weiner: Statements. Seth Siegelaub, New York 1968
- Joyce Wieland: True Patriot Love. National Gallery of Canada, Ottawa 1971
- Michel Sicard et Mojgan Moslehi: Enfouissements I à XX, 20 livres, dimensions variables, tous exemplaires uniques, 2014.

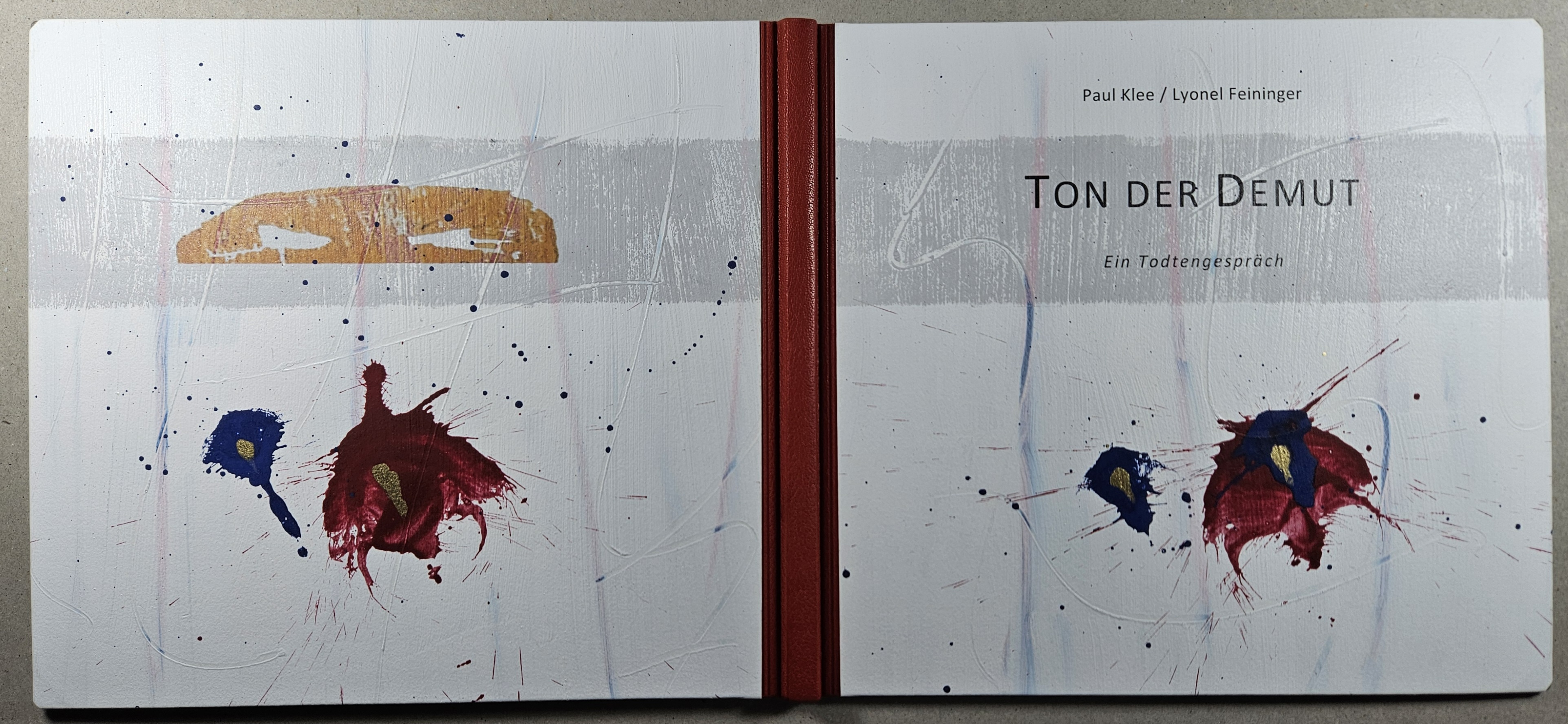
Ton der Demut, Malerbuch von Henry Günther

- Paul Klee & Lyonel Feininger  TON DER DEMUT Ein fiktives Todtengespräch.Ton der Demut, Malerbuch von Henry GüntherMalerbuch von Henry Günther,  im Bestand der Herzogin Anna Amalia Bibliothek,  Signatur Spezialkatalog HAAB 349626 - B

## Vertreter
Pop Art:

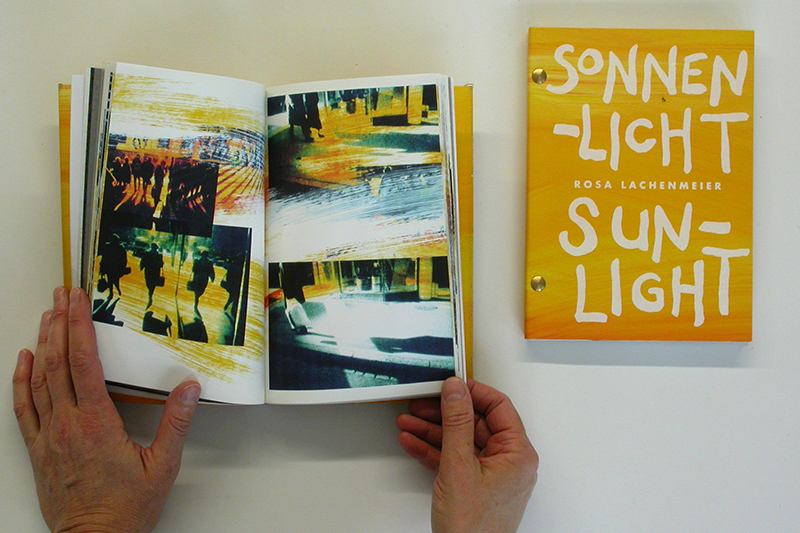
Künstlerbuch von Rosa Lachenmeier: Sonnenlicht – Sunlight, BookART, Basel 1995

Allen Jones, Eduardo Paolozzi, Tom Phillips, Jim Dine, Claes Oldenburg, Ed Ruscha, Andy Warhol
Konzeptkünstler:
Art & Language, John Baldessari, Marcel Broodthaers, Mel Bochner, Daniel Buren, Jochen Gerz, Gilbert & George, Joseph Kosuth, Sol LeWitt, Richard Long, Allen Ruppersberg, Edward Ruscha, Michael Snow, Timm Ulrichs, Lawrence Weiner, Joyce Wieland, Jonathan Monk, Hans-Peter Feldmann, Joachim Schmid
Nouveau Réalisme:
Christo, Niki de Saint-Phalle und Daniel Spoerri
Fluxus & Happening Künstler:
Joseph Beuys, George Brecht, Bazon Brock, Robert Filliou, Ken Friedman, Al Hansen, Dick Higgins, Allan Kaprow, Milan Knížák, Alison Knowles, George Maciunas, Charlotte Moorman, Nam June Paik, Ben Vautier, Wolf Vostell, Emmett Williams
Visuelle Poesie oder Konkrete Poesie:
Hartmut Andryczuk, Claus Bremer, Henri Chopin, Klaus Peter Dencker, Reinhard Döhl, Ian Hamilton Finlay, Pierre Garnier, Klaus Groh, Eugen Gomringer, Jiri Kolar, Richard Kostelanetz, Jackson MacLow, Karl Riha, Dieter Roth
Mail Art:
Ulises Carrión, Kurt Corinth, Reinhard Döhl, Ray Johnson, Guy Bleus, Jürgen Partenheimer, Bern Porter
Buchobjekte:
Anselm Kiefer, László Lakner, Wolfgang Nieblich, Karl-Ludwig Sauer
Copy Book Art:
Rosa Lachenmeier, Stiletto Studio, Stefan Marx, Roland Henß

## Sammlungen

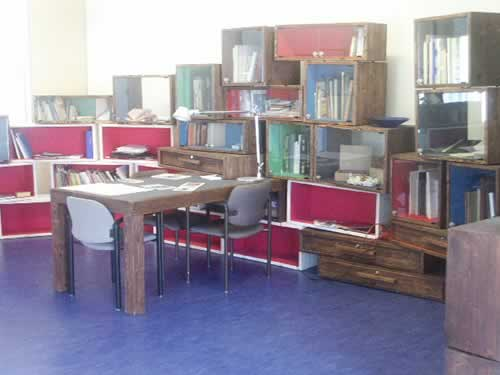
Kunstbuchsammlung im CBK Gelderland, Arnheim (NL)

Da Künstlerbücher häufig nicht in das normale Schema von wissenschaftlichen Bibliotheken passen, sich also meist gegen eine ordentliche Registrierung sperren, haben sich einige Museen und Bibliotheken auf das Sammeln künstlerischer Bücher spezialisiert.
Europaweit am bekanntesten sind das Gutenberg-Museum in Mainz und das Archive for Small Press & Communication, das 1999 in den Besitz des Neuen Museum Weserburg Bremen übergegangen ist.
Ferner finden sich Künstlerbücher-Sammlungen in der Kunstbibliothek – Staatliche Museen zu Berlin, in der Bibliothek der Carl von Ossietzky Universität Oldenburg, in der Universitätsbibliothek der Universität für angewandte Kunst Wien, in der Staatsgalerie Stuttgart, hier besonders das Archiv Sohm, in den Brandenburgischen Kunstsammlungen Cottbus im Kunstmuseum Cottbus, der Bayerischen Staatsbibliothek in München, dem Zentralinstitut für Kunstgeschichte in München, dem Museum Brandhorst München, in der Staats- und Universitätsbibliothek Dresden, in der Universitätsbibliothek der Bauhaus-Universität Weimar und im Museum für Kunst und Gewerbe Hamburg.
Das Lyrik Kabinett München mit der umfangreichsten Sammlung von Lyrik im deutschen Sprachraum, das AAP Archive Artist Publications, Sammlung Hubert Kretschmer, die Sammlung Reinhard Grüner in München sowie das Deutsche Literaturarchiv Marbach verfügen ebenfalls über reichhaltige Sammlungen von Künstlerbüchern. Eine größere Sammlung von Malerbüchern besitzt die Herzog August Bibliothek Wolfenbüttel sowie das Kunstmuseum Pablo Picasso Münster, das sich auf französische Malerbücher spezialisiert hat.